# Daniel Jasinski
Daniel Jasinski, född den 4 augusti 1989 i Bochum, är en tysk friidrottare.
Han tog OS-brons i diskuskastning i samband med de olympiska friidrottstävlingarna 2016 i Rio de Janeiro. Vid olympiska sommarspelen 2020 i Tokyo slutade Jasinski på 10:e plats i diskuskastning.